# Draft NBA 1954
Il Draft NBA 1954 si è svolto il 24 aprile 1954 a New York ed è ricordato per la presenza di Bob Pettit, selezionato dai Milwaukee Hawks alla seconda scelta.

## Giocatori scelti al 1º giro
|  | = All-Star     |
|  | = Hall of Fame |

| Scelta | Giocatore            | Nazionalità | Squadra NBA           | Scuola/ex squadra |
| ------ | -------------------- | ----------- | --------------------- | ----------------- |
| 1      | Frank Selvy (G/F)    | Stati Uniti | Baltimore Bullets     | Furman            |
| 2      | Bob Pettit (F/C)     | Stati Uniti | Milwaukee Hawks       | Louisiana State   |
| 3      | Gene Shue (G)        | Stati Uniti | Philadelphia Warriors | Maryland          |
| 4      | Dick Rosenthal (F/G) | Stati Uniti | Fort Wayne Pistons    | Notre Dame        |
| 5      | Togo Palazzi (F/G)   | Stati Uniti | Boston Celtics        | Holy Cross        |
| 6      | Red Kerr (C/F)       | Stati Uniti | Syracuse Nationals    | Illinois          |
| 7      | Tom Marshall (F/G)   | Stati Uniti | Rochester Royals      | Western Kentucky  |
| 8      | Jack Turner (F/G)    | Stati Uniti | New York Knicks       | Western Kentucky  |
| 9      | Ed Kalafat (C/F)     | Stati Uniti | Minneapolis Lakers    | Minnesota         |

## Giocatori scelti al 2º giro
| Scelta | Giocatore           | Nazionalità | Squadra NBA           | Scuola/ex squadra   |
| ------ | ------------------- | ----------- | --------------------- | ------------------- |
| 10     | Slick Leonard (G)   | Stati Uniti | Baltimore Bullets     | Indiana             |
| 11     | Bob Mattick         | Stati Uniti | Milwaukee Hawks       | Oklahoma State      |
| 12     | Larry Costello (G)  | Stati Uniti | Philadelphia Warriors | Niagara             |
| 13     | Arnold Short        | Stati Uniti | Fort Wayne Pistons    | Oklahoma City       |
| 14     | Red Morrison (F/C)  | Stati Uniti | Boston Celtics        | Idaho               |
| 15     | Dick Farley (G/F)   | Stati Uniti | Syracuse Nationals    | Indiana             |
| 16     | Boris Nachamkin (F) | Stati Uniti | Rochester Royals      | NYU                 |
| 17     | Richie Guerin (G)   | Stati Uniti | New York Knicks       | Iona                |
| 18     | Al Bianchi (G)      | Stati Uniti | Minneapolis Lakers    | Bowling Green State |

## Giocatori scelti al 3º giro
| Scelta | Giocatore           | Nazionalità | Squadra NBA           | Scuola/ex squadra |
| ------ | ------------------- | ----------- | --------------------- | ----------------- |
| 19     | Werner Killen       | Stati Uniti | Baltimore Bullets     | Lawrence Tech     |
| 20     | Walt Walowac        | Stati Uniti | Milwaukee Hawks       | Marshall          |
| 21     | Ben Peters          | Stati Uniti | Philadelphia Warriors | St. Benedict's    |
| 22     | B.H. Born           | Stati Uniti | Fort Wayne Pistons    | Kansas            |
| 23     | Henry Daubenschmidt | Stati Uniti | Boston Celtics        | St. Francis       |
| 24     | Jim Tucker          | Stati Uniti | Syracuse Nationals    | Duquesne          |
| 25     | Lee Morton          | Stati Uniti | Rochester Royals      | Cornell           |
| 26     | Don Anielak         | Stati Uniti | New York Knicks       | Missouri State    |
| 27     | Don Lance           | Stati Uniti | Minneapolis Lakers    | Rice              |

## Giocatori scelti nei giri successivi con presenze nella NBA
| Scelta | Giocatore     | Nazionalità | Squadra NBA           | Scuola/ex squadra |
| ------ | ------------- | ----------- | --------------------- | ----------------- |
| 29     | Phil Martin   | Stati Uniti | Milwaukee Hawks       | Toledo            |
| 30     | Chuck Noble   | Stati Uniti | Philadelphia Warriors | Louisville        |
| 34     | Art Spoelstra | Stati Uniti | Rochester Royals      | Western Kentucky  |
| 43     | Bo Erias      | Stati Uniti | Rochester Royals      | Niagara           |
| 47     | Bob Carney    | Stati Uniti | Milwaukee Hawks       | Bradley           |
| 52     | Red Davis     | Stati Uniti | Rochester Royals      | St. John's        |
| 67     | Don Bielke    | Stati Uniti | Fort Wayne Pistons    | Valparaiso        |
| 80     | Dick Garmaker | Stati Uniti | Minneapolis Lakers    | Minnesota         |
| 95     | Jim Paxson    | Stati Uniti | Rochester Royals      | Dayton            |